# Societatea studenților români
Societatea studenților români a fost înființată la 2 decembrie 1845 de către studenții români la Paris, în frunte cu Ion Ghica (președinte), C. A. Rosetti și Scarlat Vârnav (secretari). În 1846 Societatea a organizat în capitala Franței o Bibliotecă română și a militat pentru unitatea politică a Țărilor Române.
Poetul Alphonse de Lamartine a acceptat funcția de președinte de onoare al societății și a devenit, apoi, ministrul afacerilor externe al guvernului revoluționar provizoriu, sub al cărui patronaj ființa și Societatea studenților români de la Paris.
Printre membrii fondatori se numărau și frații Ion Brătianu și Dumitru Brătianu, Dimitrie Bolintineanu, Mihail Kogălniceanu și Nicolae Bălcescu. După absolvirea studiilor lor peste hotare, aceste personalități au revenit în țară și au pus bazele Statului Român modern.
În sânul grupului de tineri români aflați la Paris existau și divergențe, mai ales între Ion Ghica și C. A. Rosetti. După plecarea în țară a celor doi, N. Bălcescu a preluat sarcina de a îndruma Societatea studenților români.
În 1847, erau înregistrați 131 de studenți cotizanți la „Societatea Studenților Români” din Paris.
Ion Ghica, în ale sale „Scrisori către V. Alecsandri”, își amintea că:
La 1846, pe când mă găseam și eu la Paris, s-a mai înființat și o altă societate: Societatea studenților români, cu scop d-a ajuta și a încuraja la studii pe tinerii fără mijloace bănești. Erau membri acelei societăți mai toți românii aflători atunci în Paris: C.A. Rosetti, Kogălniceanu, Nicu Bălcescu, Al. Catargiu și frate-so Calimac, Grigorie Romalo, Scarlat Vârnav (mai în urmă devenit Popa Vârnav), Nicu Ruset, Bălănescu, Ion Ghica și mai mulți alți. Societatea aceasta era pusă sub patronajul poetului Alfons de Lamartine și avea un comitet compus de Ion Ghica, președinte, C.A. Rosetti, secretar, și Scarlat Vârnav, casier.
Societatea studenților români de la Paris a reușit să editeze o revistă cu același nume, care a fost expediată și în țară. Printre colaboratori se numărau și G. Crețeanu, A. I. Odobescu, D. Berindei, G. Lecca și G. Florescu, redactor șef.
Când, în periplul său, Badea Cârțan a ajuns la Paris, a fost oaspete la Societatea studenților români, s-a întâlnit cu Gogu Rădulescu, care l-a adăpostit și i-a arătat monumentele importante ale capitalei Franței. După o săptămână, Societatea studenților români a organizat o recepție de adio.
În contextul manifestațiilor studențești care au avut loc la Paris în perioada 1845-1847 împotriva hotărârii autorităților de a suspenda „cele trei catedre de democrație” de la Collège de France (catedra de Istorie și morală condusă de Jules Michelet, catedra de Literaturi și instituții comparate ale Europei meridionale a lui Edgar Quinet și catedra de Literaturi slave condusă de Adam Mickiewicz), la care au luat parte activă și studenții români, Societatea studenților români a organizat o manifestație separată, la 17 ianuarie 1847, în fața casei lui Edgar Quinet, cunoscut filoromân.